# Comité Paralímpico de la República Democrática del Congo
El Comité Paralímpico de la República Democrática del Congo es el comité paralímpico nacional que representa a la República Democrática del Congo. Esta organización es la responsable de las actividades deportivas paralímpicas en el país. Es miembro del Comité Paralímpico Internacional y del Comité Paralímpico Africano.